# Brock McBride
Brock McBride (* 18. Oktober 1986 in Cornwall, Ontario) ist ein ehemaliger kanadischer Eishockeyspieler mit nordirischen Wurzeln, der zuletzt beim Dornbirner EC in der multinationalen Erste Bank Eishockey Liga (EBEL) unter Vertrag stand. Seit Juli 2017 ist er Assistenztrainer des kanadischen Juniorenteams Cornwall Colts aus der Central Canada Hockey League.

## Karriere als Spieler
Brock McBride war ein herausragender Spieler der St. Lawrence University in der NCAA, wo er seine Karriere mit 40 Toren und 69 Assists nach vier Spieljahren beendete. In der ECHL erzielte er für die Elmira Jackals 32 Scorerpunkte in 27 Spielen und spielte danach in 33 Einsätzen für die Houston Aeros und Milwaukee Admirals in der AHL, wo er auf vier Tore und vier Assists kam. Die Saison beendete er in den Play-offs der ECHL mit den South Carolina Stingrays, wo er bei vier Einsätzen vier Scorerpunkte erzielte.
Danach war er für 16 Spiele bei den Belfast Giants, wo er 12 Tore und 16 Assists lieferte. Mit dem EBEL-Verein HDD Olimpija Ljubljana wurde er 2012 Slowenischer Meister und erzielte dabei in den Play-offs sieben Scorerpunkte in sechs Einsätzen. Zudem absolvierte er im Rahmen der European Trophy 2012 sechs Spiele für die Vienna Capitals.
Nach der Saison 2012/13, in der er für Ljubljana 15 Tore und 39 Vorlagen beigesteuert hatte, wechselte er zum österreichischen Verein EC VSV. Dort erzielte er in der Saison 2014/15 bei 51 Einsätzen 21 Tore und 13 Assists. Die Hauptrunde der Saison 2015/16 beendete er mit 29 Punkten als Topscorer des VSV. Ende Oktober 2016 wurde sein laufender Vertrag beim VSV aufgelöst. Im November 2016 unterschrieb er einen Vertrag beim Dornbirner EC, ehe er seine Karriere am Ende der Saison 2016/17 beendete.

## Erfolge
- 2008/09: NCAA Third All-Star Team
- 2011/12: Slowenischer Meister mit dem HDD Olimpija Ljubljana

## Karriere als Trainer
Im Juli 2017 wurde McBride Assistenztrainer von Ian MacInnis beim kanadischen Juniorenteam Cornwall Colts in der Central Canada Hockey League (CCHL). In dieser Mannschaft hatte Brock McBride selbst von 2002 bis 2005 gespielt.

## Sperren
Aufgrund seiner physischen Spielweise und seines Temperaments erhielt Brock McBride mehrere Strafen und Spielsperren. Seit seinem Spielbeginn beim VSV im Jahr 2013, wurde er für die Dauer von insgesamt zehn Spielen gesperrt. Der bekannteste Zwischenfall ereignete sich während eines Spieles in der Champions Hockey League vom 7. September 2014, als McBride nach einem erlittenen Bandencheck den gegnerischen Topscorer Mathis Olimb mit einem Faustschlag niederstreckte und noch zweimal auf den am Boden liegenden Norweger einschlug.